# Южно-Российский государственный политехнический университет
Южно-Российский государственный политехнический университет (НПИ) имени М. И. Платова — университет в городе Новочеркасске Ростовской области.

## История

### В Российской империи

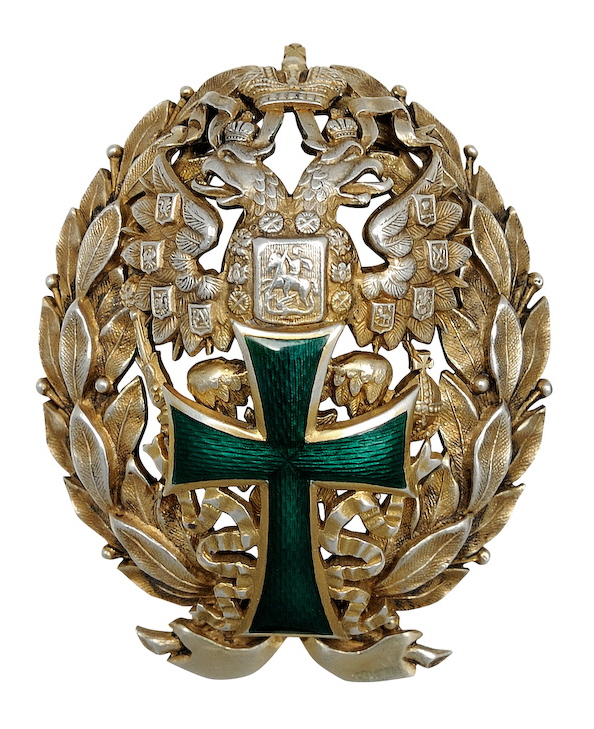
Знак об окончании Алексеевского Донского политехнического института

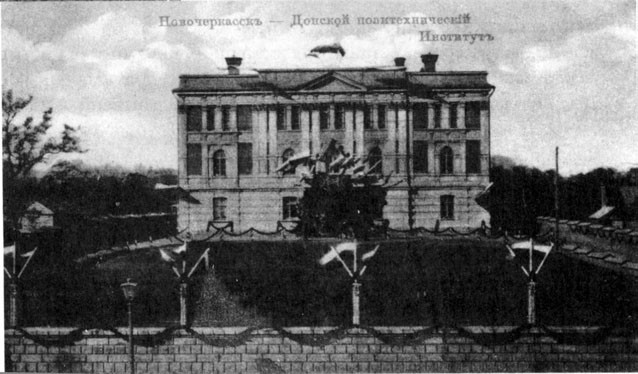
Первое здание Алексеевского Донского политехнического института, в котором состоялась торжественная церемония открытия

В январе 1907 года Советом министров Российской империи было принято постановление, которым предусматривалось «учредить в Новочеркасске политехнический институт, использовав для сей цели денежные средства и личный состав Варшавского политехнического института», к временному закрытию которого привели студенческие беспорядки 1905—1906 годов. Ведущие сотрудники института были командированы в Новочеркасск и образовали ядро профессорско-преподавательского состава нового института.
5 (18) октября 1907 года был открыт Донской политехнический институт, который стал первым высшим учебным заведением на юге Российской империи. В то время институт ещё не имел собственных корпусов и размещался в семи зданиях города, удалённых друг от друга.
В 1909 году институту было присвоено имя цесаревича Алексея, и он стал называться — Алексеевский Донской политехнический институт.
9 октября 1911 года началось строительство корпусов по проекту архитектора Рогуйского Б.С. Проект включал в себя главный, механический, химический, горный корпуса и к 1917 году был в большей части закончен, на фронтоне главного корпуса размещался вензель цесаревича Алексея, но интерьерные работы проходили вплоть до 1930 года.

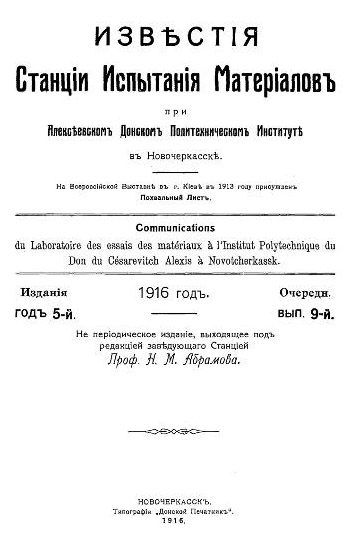
Известия Станции Испытания Материалов, 1916 год

В Алексеевском донском политехническом институте выпускалось непериодическое издание «Извѣстія Станціи Испытанія Матеріаловъ».

### После 1917 года

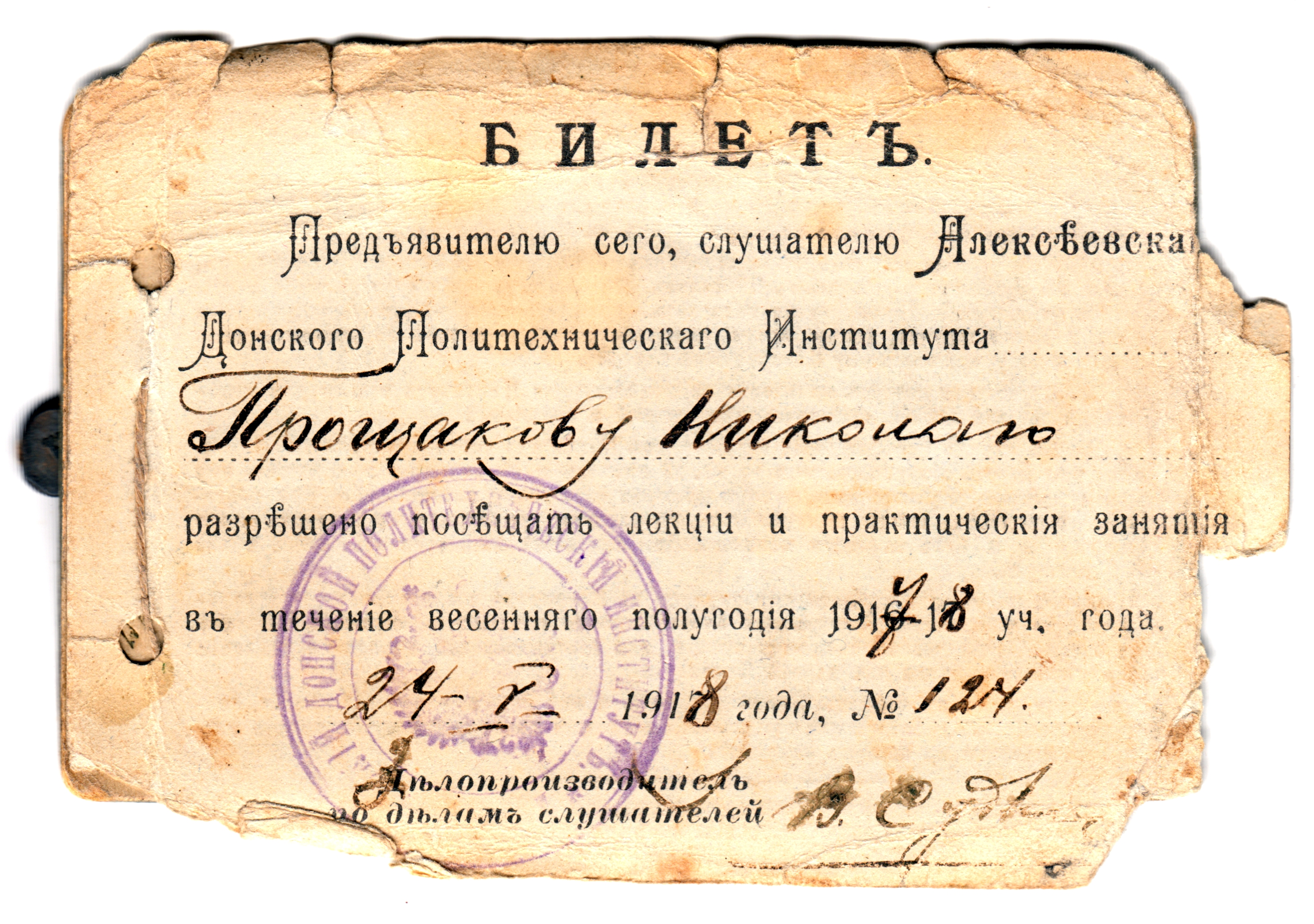
Студенческий билет, 1918 год

С октября 1918 до 1920 года институт носил имя атамана А. М. Каледина, а затем опять был Донским политехническим.
В апреле 1930 года Донской политехнический институт был разделён на несколько самостоятельных высших технических учебных заведений (институтов):
- энергетический,
- химико-технологический,
- геологоразведочный,
- инженеров коммунального строительства,
- авиационный,
- металлургический,
- сельскохозяйственного машиностроения.

21 марта 1933 года приказом наркома тяжёлой промышленности Серго Орджоникидзе было проведено слияние геологоразведочного, химико-технологического и энергетического институтов, в результате чего был образован Северо-Кавказский индустриальный институт, который в 1934 году переименован в Новочеркасский индустриальный институт имени Серго Орджоникидзе.

Корпуса вуза в 1930-х годах
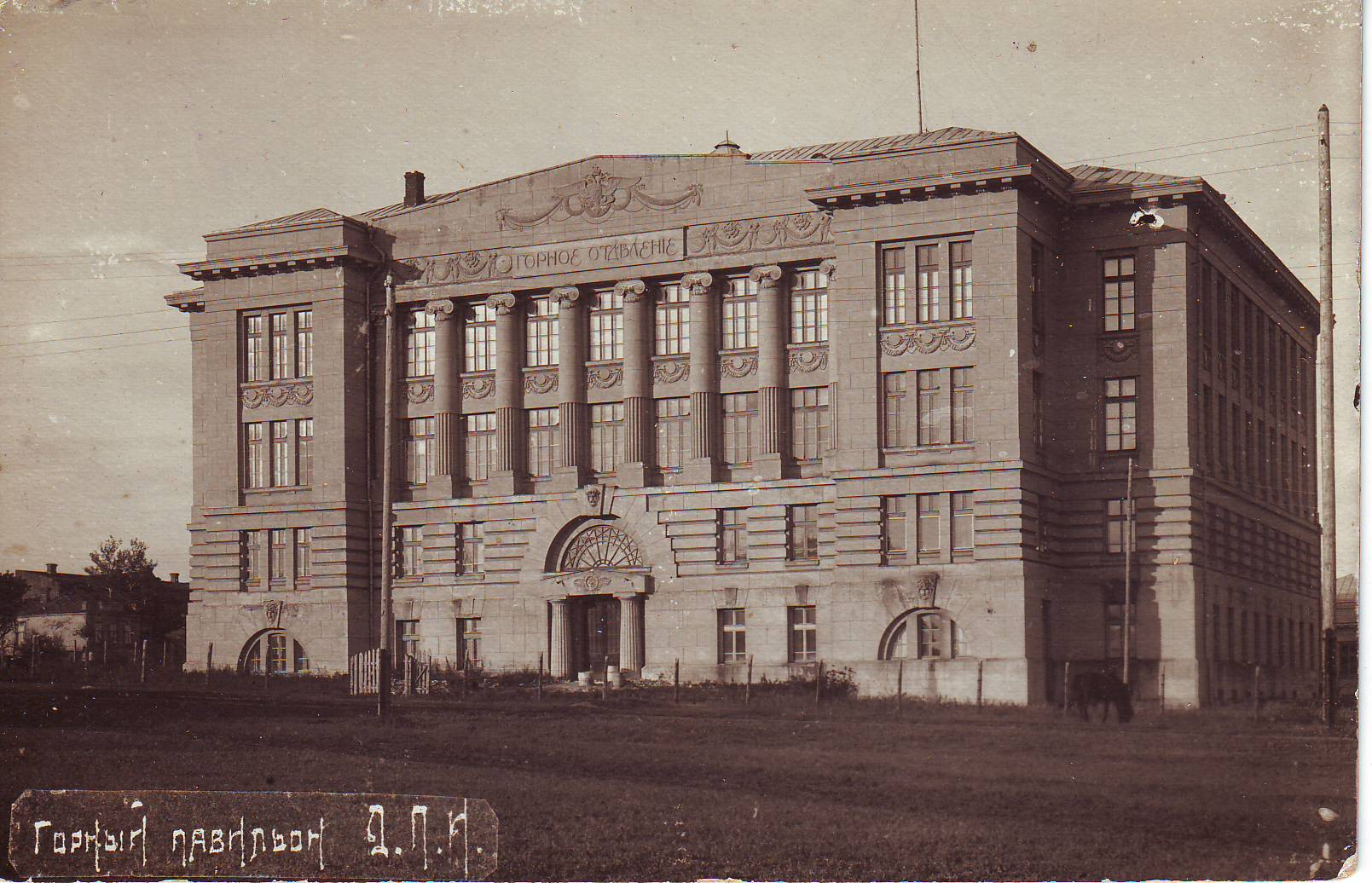
Горный факультет
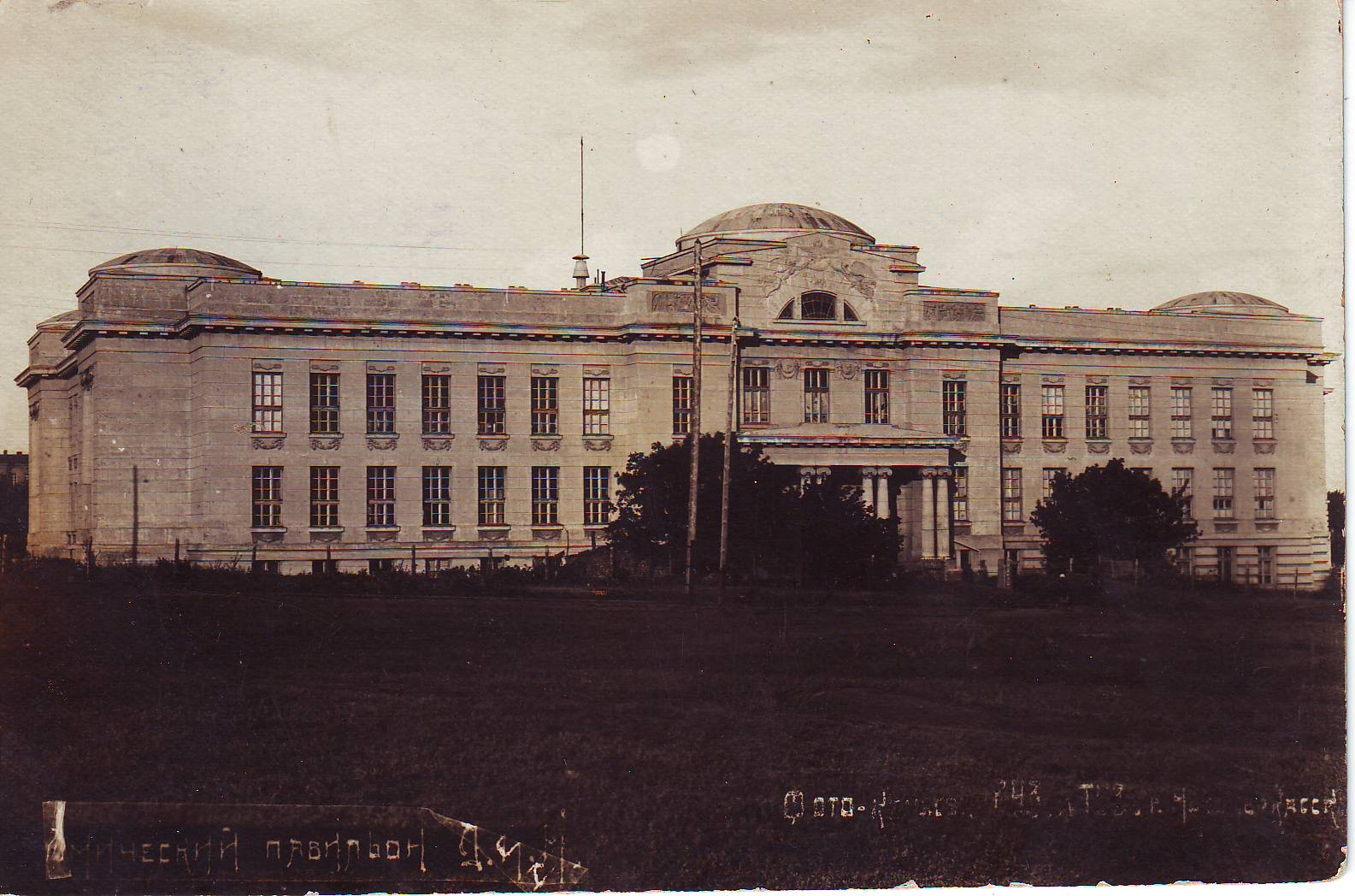
Химический факультет
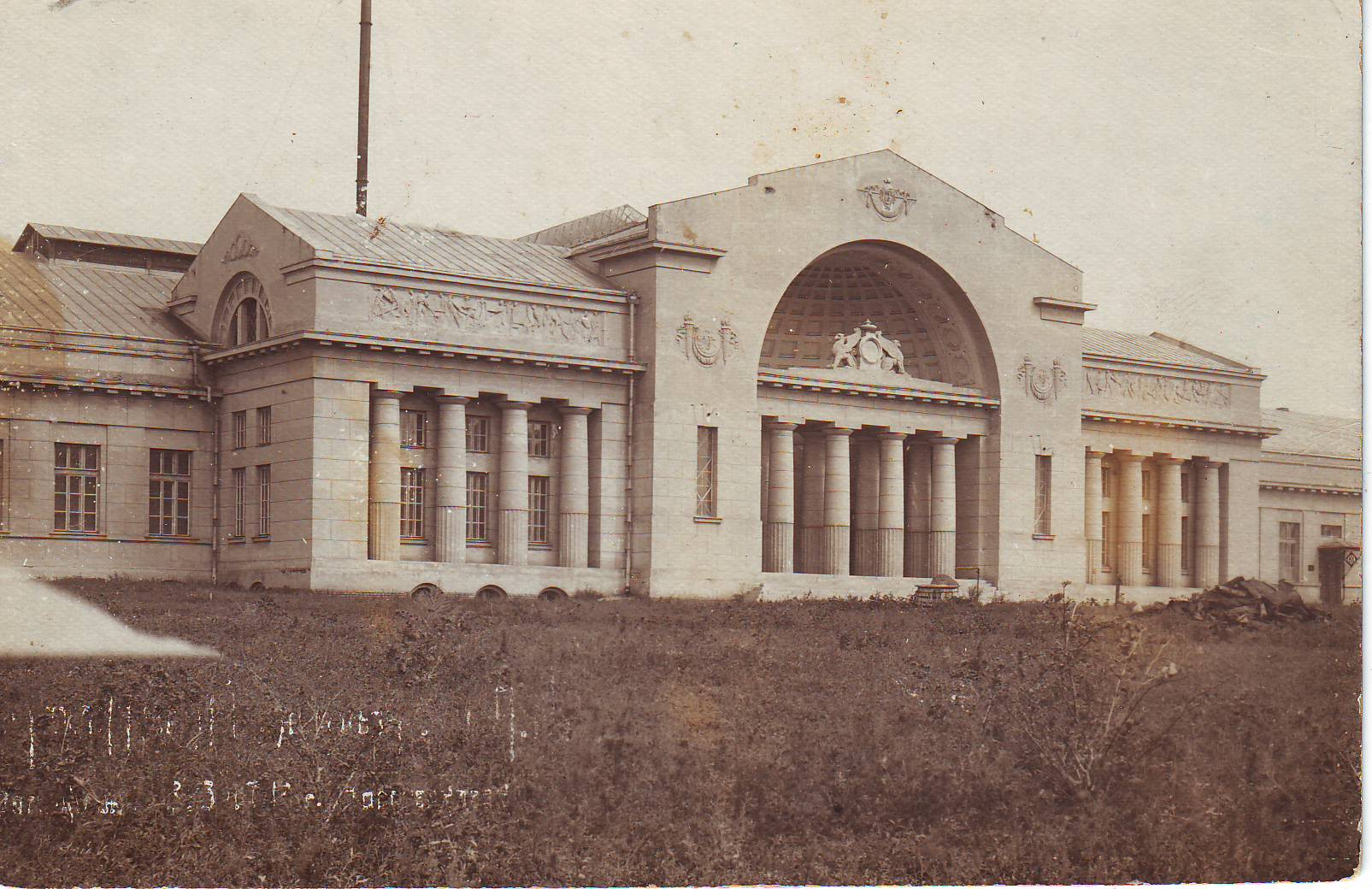
Энергетический факультет

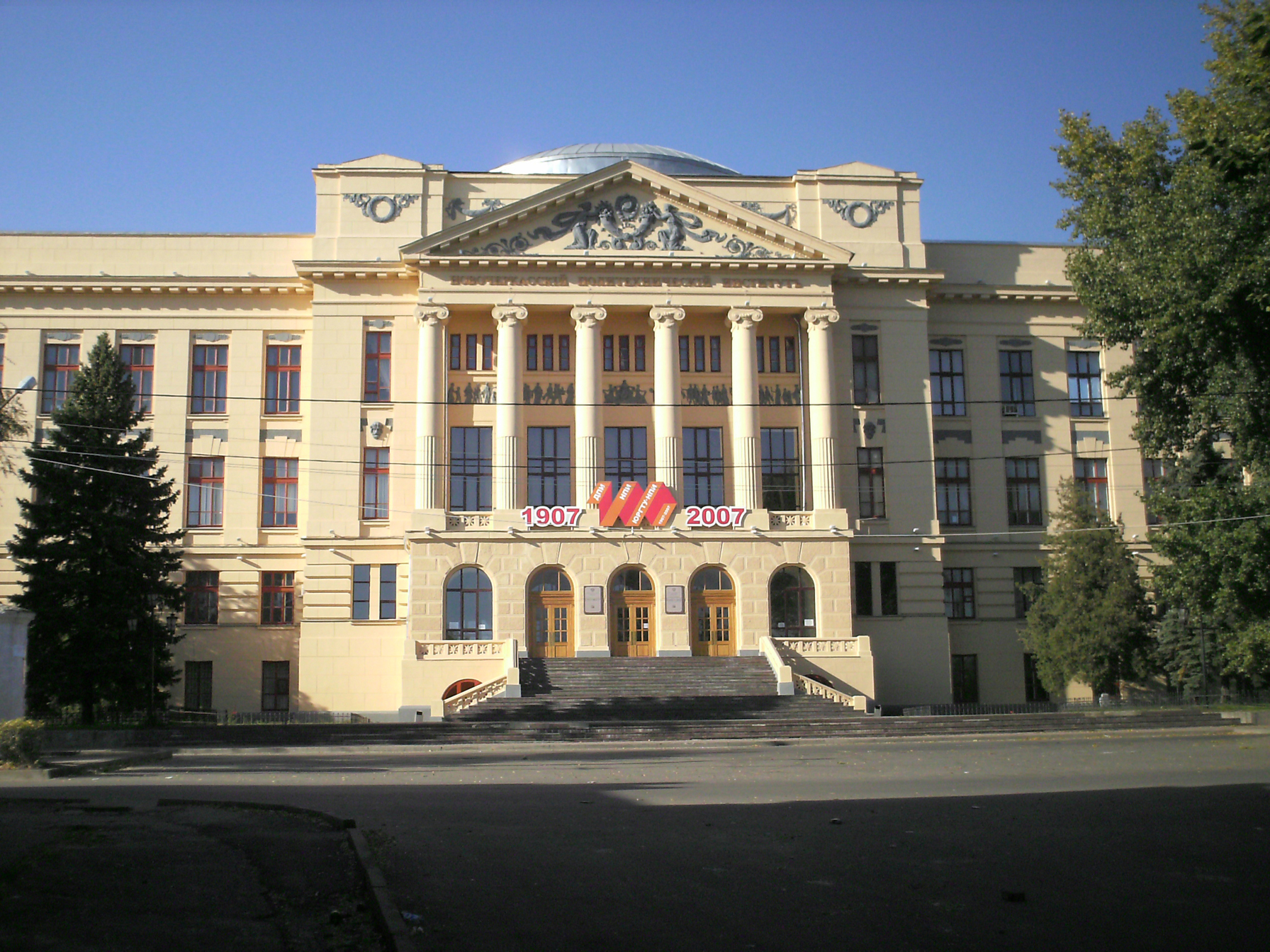
Здание Главного корпуса в его 100-летие

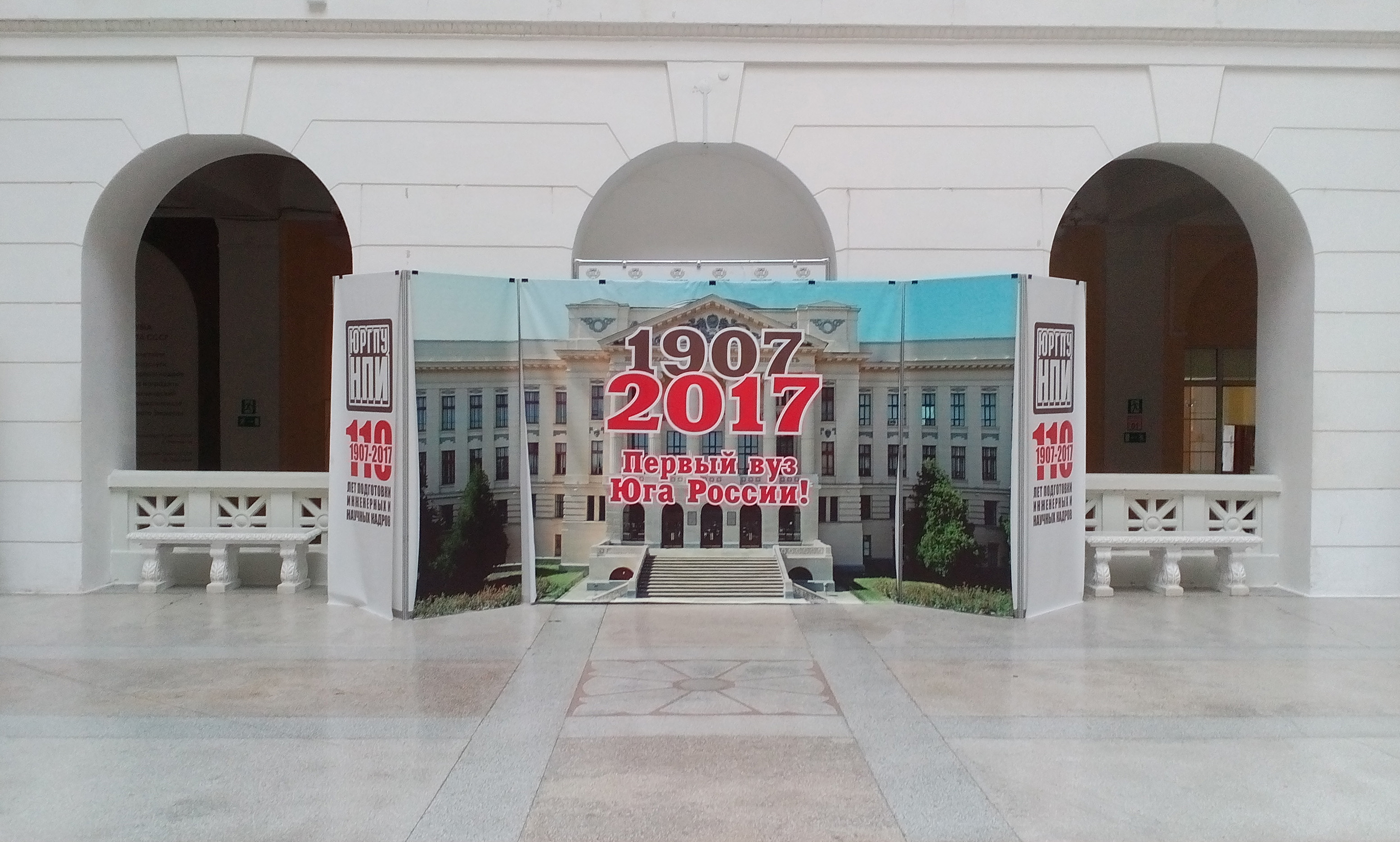
Крытый двор Главного корпуса в своё 110-летие

Во время оккупации Новочеркасска немецкими войсками обучение эвакуированных студентов и работа преподавателей НПИ продолжились в Томском политехническом институте.
27 февраля 1948 года приказом Министерства высшего образования СССР № 264 институт получает новое название — Новочеркасский политехнический институт имени Серго Орджоникидзе. Это название сохранялось до 1993 года.
В 1957 году институт был награждён орденом Трудового Красного Знамени.
5 июля 1993 года приказом Государственного комитета Российской Федерации по высшему образованию № 55 ВУЗ получает новый статус и название: Новочеркасский государственный технический университет.
2 февраля 1999 года Приказом Министерства общего и профессионального образования Российской Федерации № 226 был переименован в Южно-Российский Государственный Технический Университет (Новочеркасский Политехнический Институт).
19 августа 2002 года внесён в Единый государственный реестр юридических лиц как государственное образовательное учреждение высшего образования с сохранением прежнего наименования.
Позднее преобразован в федеральное государственное бюджетное образовательное учреждение высшего профессионального образования (ФГБОУ ВПО), также с сохранением прежнего наименования.
25 октября 2012 года было принято распоряжение правительства Ростовской области от № 463 о присвоении университету имени М. И. Платова, которое было поддержано ходатайством руководства университета от 8 апреля 2013 г. № 38-3/115, в результате чего 24 июня 2013 года приказом Министерства образования и науки Российской Федерации № 482 ВУЗ переименован в ФГБОУ ВПО Южно-Российский государственный политехнический университет (НПИ) имени М. И. Платова.
18−19 октября 2007 года состоялись праздничные мероприятия по случаю 100-летия старейшего ВУЗа юга России. В эти дни в городе и самом ВУЗе прошли праздничные мероприятия, которые начались в Крытом дворе университета и закончились торжественным собранием в городском театре им. Комиссаржевской. 17 октября в ЮРГПУ (НПИ) открылась Всероссийская выставка-ярмарка научно-исследовательских работ и инновационной деятельности, посвященная 100-летию основания ВУЗа. На открытии присутствовали: мэр Новочеркасска, глава городской думы, руководство университета.

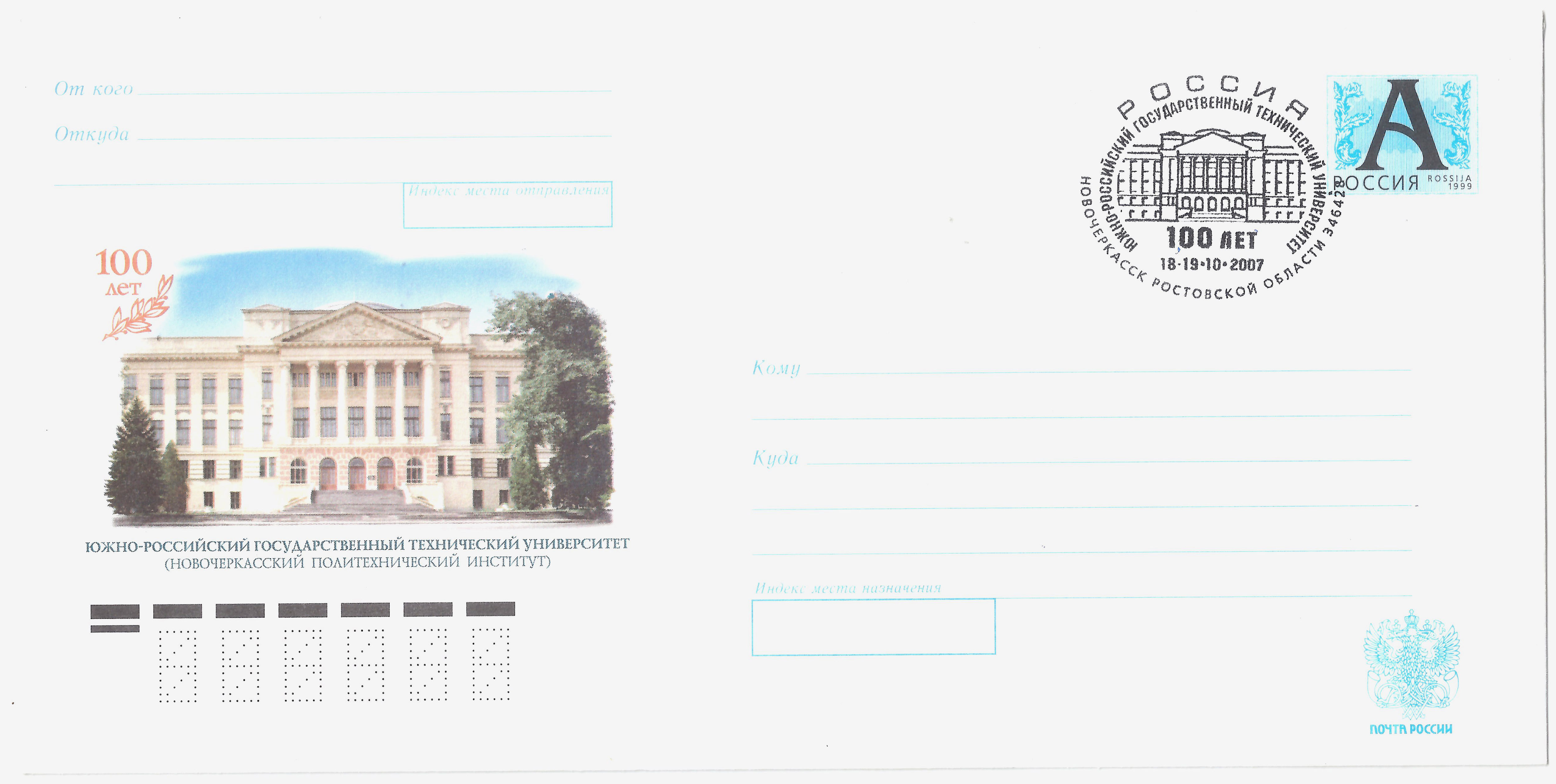
Юбилейный конверт

По заказу университета Гознаком было изготовлено 20 тысяч конвертов с видом главного корпуса и штемпель, которым было произведено специальное гашение. Памятное гашение «первого дня» было организовано в главном корпусе университета. В торжественной обстановке в присутствии преподавателей, выпускников университета разных лет и гостей право первым поставить памятный штемпель было предоставлено директору Ростовского филиала «Почты России» В. Горбаенко (выпускнику данного учебного заведения 1980 года) и проректору по научной работе и инновационной деятельности — А. Павленко. Также специальное гашение производилось и на открытках, посвященных ЮРГПУ (НПИ).
В мастерской донского медальера — Николая Шевкунова, были изготовлены памятные медали, посвященные этому знаменательному событию.
До 2008 года в вузе существовало президентское правление, последним его президентом был Шукшунов В. Е.
В 2014 году агентство «Эксперт РА», включило ВУЗ в список лучших высших учебных заведений Содружества Независимых Государств, где ему был присвоен рейтинговый класс «Е».

### Официальные названия

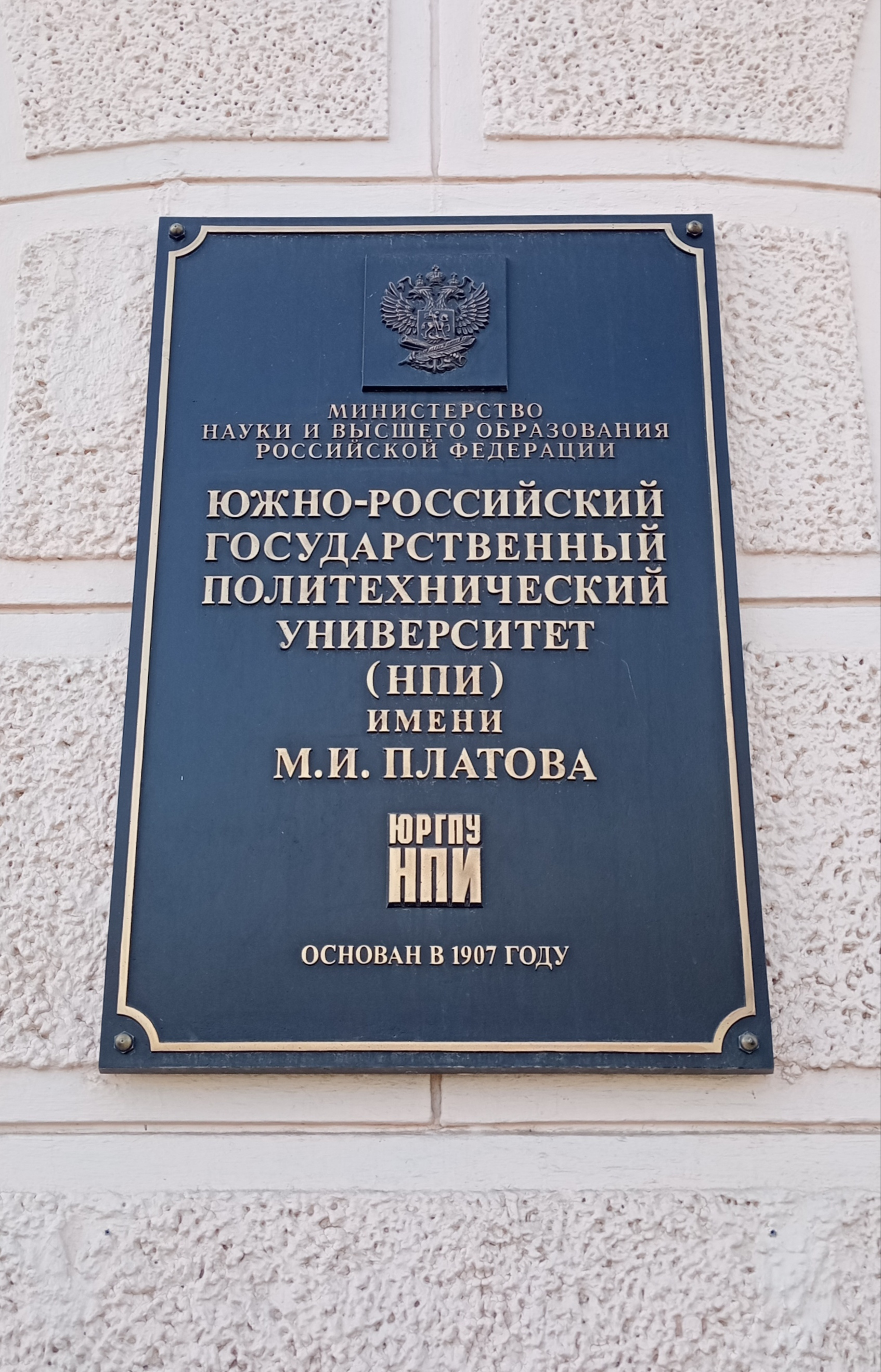
Современное название

- 1907 — Донской Политехнический Институт
- 1909 — Алексеевский Донской Политехнический Институт, в честь цесаревича Алексея. Имелся нагрудный знак об окончании Алексеевского донского политехнического института[12][13].
- 1918 — Донской политехнический институт имени атамана А. М. Каледина, в честь А. М. Каледина
- 1920 — Донской политехнический институт[14]
- 1930 — Северо-Кавказский индустриальный институт, после разделения на несколько самостоятельных высших технических учебных заведений, часть из которых в 1933 году были вновь объединены в единый институт
- 1934 — Новочеркасский индустриальный институт имени Серго Орджоникидзе. Некоторое время институт существовал под названием Азово-Черноморский индустриальный институт.
- 1948 — Новочеркасский политехнический институт.
- 1993 — Новочеркасский государственный технический университет, с 5 июля.
- 1999 — Южно-Российский государственный технический университет (Новочеркасский Политехнический Институт), с 2 февраля.
- 2013 — Южно-Российский государственный политехнический университет (Новочеркасский Политехнический Институт) имени М. И. Платова, с 24 июня[4].

### Руководители
Директорами и ректорами вуза (по годам назначения) были:
- 1907 — Зинин, Николай Николаевич
- 1910 — Зыков, Владимир Павлович (апрель−август)
- 1910 — Юпатов, Иван Ферапонтович
- 1917 — Абрамов, Николай Матвеевич (март)
- 1917 — Сущинский, Пётр Петрович
- 1918 — Абрамов, Николай Матвеевич (март−май)
- 1918 — Успенский, Николай Семёнович
- 1922 — Сущинский, Пётр Петрович
- 1924 — Троицкий, Михаил Викторович
- 1926 — Сущинский, Пётр Петрович
- 1928 — Егоршин, Василий Петрович
- 1929 — Касаткин, Василий Николаевич
- 1933 — Паршиков, Иван Агафонович
- 1934 — Шумский, Ефим Григорьевич
- 1935 — Халецкий, Илларион Исаевич
- 1936 — Власов, Виктор Гаврилович
- 1938 — Семченко, Дмитрий Платонович
- 1939 — Шильников, Кузьма Афиногенович
- 1949 — Семченко, Дмитрий Платонович
- 1952 — Кобилев, Алексей Григорьевич
- 1958 — Авилов-Карнаухов, Борис Николаевич
- 1963 — Фролов, Михаил Александрович
- 1974 — Смирнов, Владимир Александрович
- 1977 — Гончаров, Семён Иванович
- 1981 — Шукшунов, Валентин Ефимович
- 1988 — Таранушич, Виталий Андреевич
- 1998 — Лунин, Леонид Сергеевич
- 2009 — Передерий, Владимир Григорьевич
- 2019 — Разорёнов, Юрий Иванович
- 2024 — Страданченко, Сергей Георгиевич

## Описание
В состав университета входят:
- 7 факультетов;
- 3 института;
- 1 академия;
- 39 кафедр;
- 2 института на правах филиалов;
- 1 колледж;
- 12 научно-исследовательских институтов;
- 7 научно-производственных предприятий;
- издательские организации и другие подразделения, обеспечивающие деятельность ВУЗа.

В ЮРГПУ работают 3919 сотрудников, в том числе: 2054 человек — профессорско-преподавательский состав.
На его факультетах и в филиалах учатся 22 тыс. студентов, в том числе: более 15 тыс. студентов дневной, около 4 тыс. заочной, около 2 тыс. очно-заочной форм обучения. Ежегодно переподготовку проходят более тысячи слушателей.
В университете находится крупнейшая вузовская научно-техническая библиотека на юге России. Фонд библиотеки насчитывает более 3 млн изданий.
В университете работают старейшие на юге России первичные профсоюзные организации сотрудников и студентов.
Университетом выпускаются периодические издания:
- «Кадры индустрии»[19] — многотиражная газета ЮРГПУ (НПИ), издаётся с декабря 1929 года[20].
- Научно-технический журнал «Известия высших учебных заведений. Электромеханика»[21][22] (издаётся с января 1958 года).

### Штат университета
В штате профессорско-преподавательского состава университета:
- 255 докторов наук, профессоров,
- 1058 кандидатов наук, доцентов,
- 13 заслуженных деятелей науки и техники,
- 2 заслуженных работника культуры,
- 9 заслуженных работников высшей школы,
- 109 академиков отраслевых и общественных академий,
- 1 член-корреспондент РАН.

### Здания университета

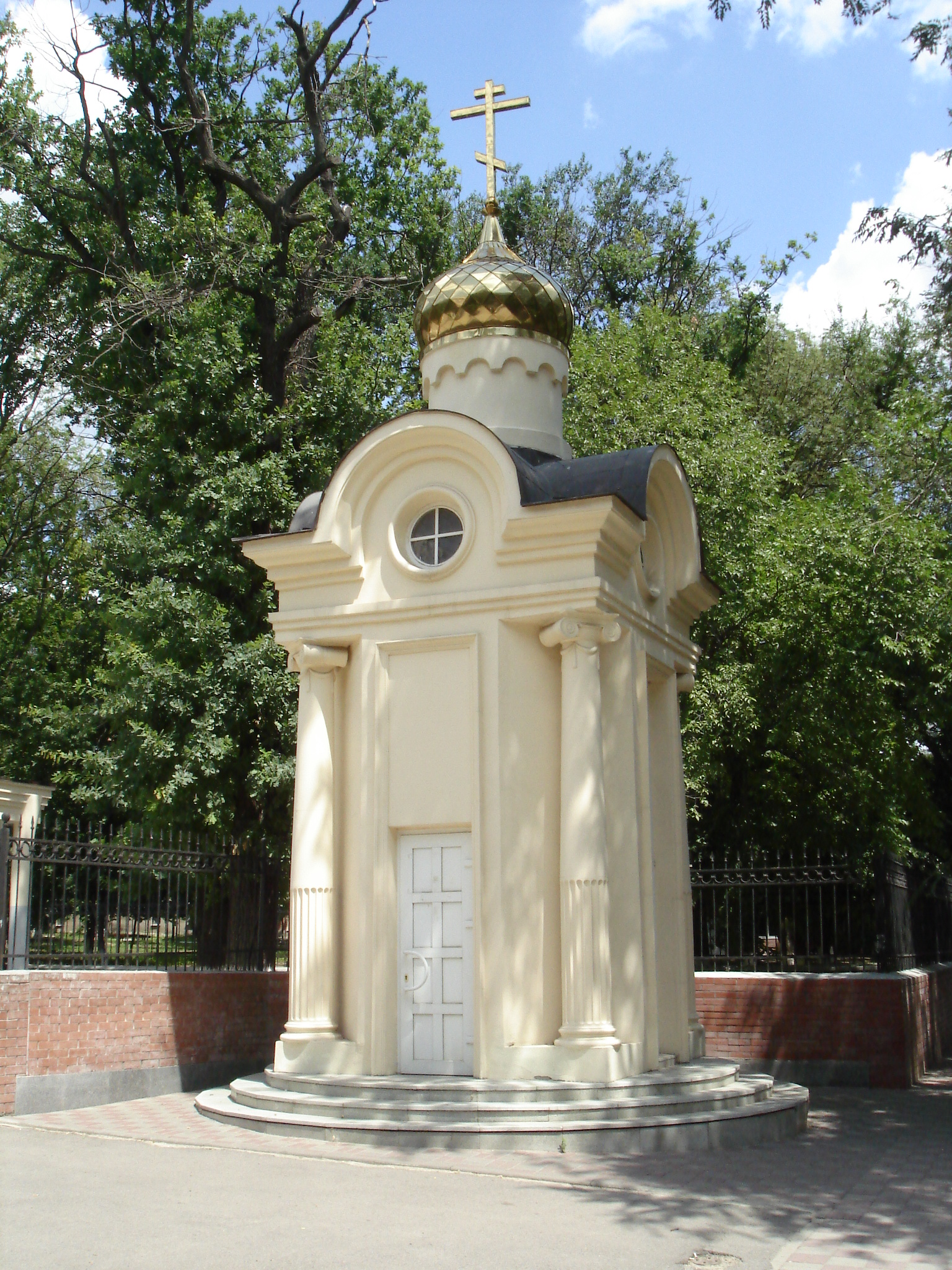
Часовня в честь святой Татианы, 2013 год

Комплекс зданий Южно-Российского государственного политехнического университета включает:
- главный корпус;
- робототехнический корпус;
- химический корпус;
- горный корпус;
- энергетический корпус;
- лабораторный корпус;
- Учебно-библиотечный корпус (концертный зал);
- спортивные сооружения (стадион, плавательный бассейн, теннисный корт, гимнастический зал, легкоатлетический манеж).

Главный, химический, горный и энергетический корпуса являются памятниками архитектуры федерального значения.
В XXI веке на правом входе на территорию ВУЗа построена проходная и часовня в честь покровительницы всех студентов — святой великомученицы Татьяны.

### Гимн
Стих Владимира Абрамовича Шварца, члена вузовской литгруппы, выпускника НПИ 1964 года — «Я люблю тебя, НПИ» — положен на музыку и стал гимном политехников.

## Научно-исследовательская работа
В ЮРГПУ (НПИ) ведутся работы по 26 научным направлениям, в том числе по порошковой металлургии, теории рудообразования в вулкагенных осадочных толщах, микрометаллургии полупроводниковых структур, по антифрикционным материалам, синтезу полимеров, эффективным методам решения задач математической физики, тренажёростроения и другие.
Научно-производственная и инновационная деятельность осуществляется на факультетах, в отраслевых институтах, учебно-научно-производственных комплексах (УНПК), Донском технологическом парке, научно-производственных и других подразделениях базового вуза, научных комплексах институтов и филиалов. В составе ЮРГПУ (НПИ) функционируют более десяти УНПК. В состав каждого входят один или несколько факультетов, кафедр, научно-исследовательских институтов (НИИ) и других научно-производственных подразделений университета, а также организации, предприятия, не являющиеся подразделениями университета. На базе кафедр, научных лабораторий, опытных производств университета функционирует шесть НИИ:
- НИИ энергетики;
- НИИ водоснабжения и водоотведения;
- НИИ электромеханики;
- НИИ вычислительных, информационных и управляющих систем;
- НИИ истории казачества и развития казачьих регионов;
- ЦКП «Нанотехнологии».

В 2010 году ЮРГПУ занял 459-е место (всего было представлено 474 вуза) в рейтинге научной и публикационной активности российских вузов, ежегодно составляемом ВШЭ.

## Филиалы

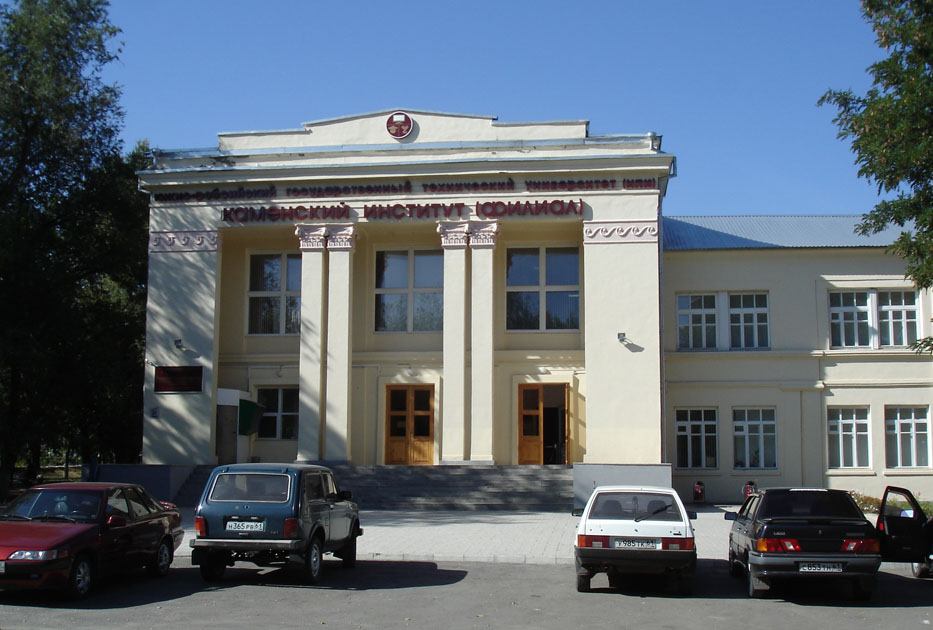
Каменский филиал ЮРГПУ

По состоянию на 2019 год университет включал следующие филиалы (по алфавиту):
- Багаевский филиал (база отдыха);
- Каменский институт (филиал) — открыт в 1998 году;
- Шахтинский институт (филиал) — открыт в 1958 году.

## Факультеты

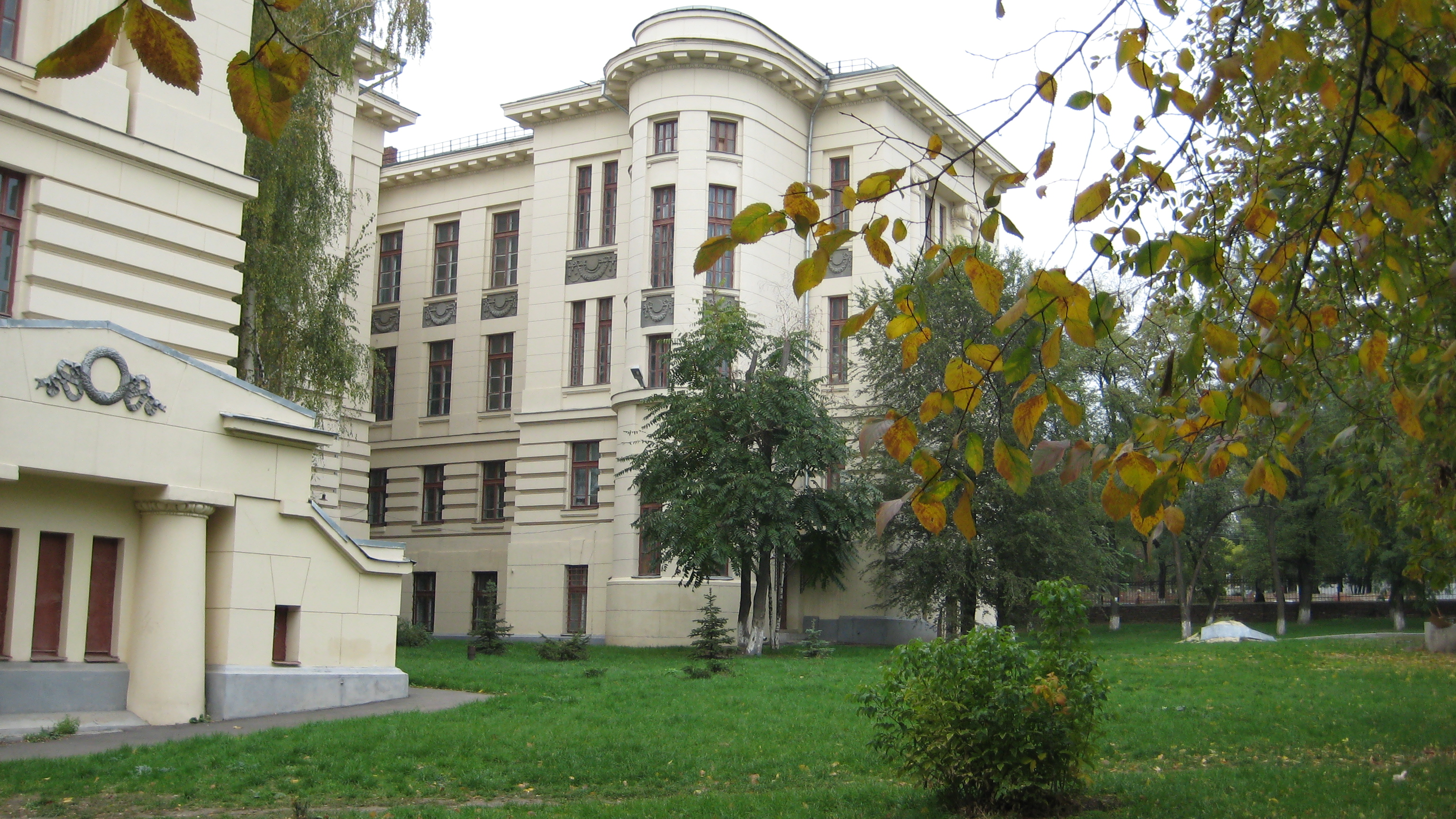
Факультет геологии и нефтегазового дела

- Факультет информационных технологий и управления
- Факультет геологии, горного и нефтегазового дела
- Механический факультет
- Строительный факультет
- Технологический факультет
- Энергетический факультет
- Факультет инноватики и организации производства
- Факультет транспорта и логистики(просуществовал с осени 2018 года до конца зимы 2020)
- Факультет военного обучения
- Факультет открытого и дистанционного обучения

## Память

### Памятные доски

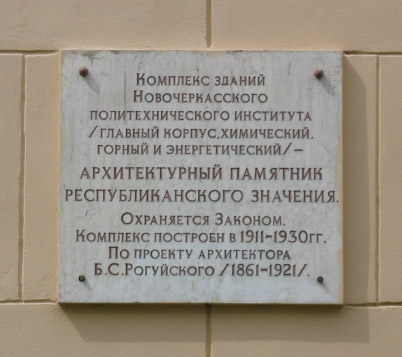
Памятная доска на Главном корпусе

Новое место главной доски

Главная памятная доска НПИ с текстом:

«Комплекс зданий Новочеркасского политехнического института (Главный корпус. Химический. Горный и энергетический) — архитектурный памятник республиканского значения. Охраняется Законом. Комплекс построен в 1911—1930 гг. По проекту архитектора Б. С. Рогуйского (1861—1921)».

установлена на фасаде Главного корпуса 28 декабря 1985 года. В 2010 году, в связи с установлением на фасаде ВУЗа двух новых досок с названием учебного заведения на русском и английском языках, памятная доска была перемещена на правый флигель главного корпуса.
Многие памятные доски были изготовлены и установлены за счет профильных кафедр. Так, на механическом факультете была открыта доска памяти профессора А. С. Лышевского; на энергофаке (в 1981 году) — заслуженному деятелю науки и техники, профессору А. Д. Дроздову; на горно-геологическом факультете — профессору, ректору НПИ с 1963 по 1974 год — М. А. Фролову. Была открыта мемориальная доска памяти Н. Д. Мизерному — первому начальнику военной кафедры НПИ (с 1944 года), являющемуся Героем Советского Союза. Памятная доска была открыта в 1983 году при содействии руководства военной кафедры. В 1980 году к 100-летию выдающегося ученого-геолога с мировым именем — П. Н. Чирвинского — на здании горно-геологического факультета была открыта мемориальная доска памяти.
В период с 1976 по 1985 год на зданиях НПИ было открыто 16 мемориальных досок. До этого было всего 4 мемориальных доски и два памятника: бюст Герою Советского Союза Г. Петровой и памятник, установленный в 1939 году С. Орджоникидзе в вестибюле главного корпуса (в 1983 году был демонтирован).
К 2005 году на зданиях и в подразделениях ЮРГПУ (НПИ) было установлено более 28 мемориальных памятных досок.

### Монументы
На территории вуза и вне его имеются памятники, установленные в честь выпускников.

Памятники
Памятник погибшим в Отечественной войне
Бюст Галины Петровой
Памятник Ажиновой Л. Д., студентке ГГФ НПИ, на старом кладбище города
Памятник политехникам, добровольцам Великой войны

## Известные люди, учившиеся и работавшие в ДПИ-НПИ-ЮРГТУ-ЮРГПУ
См. также: Выпускники вуза
За сто лет ЮРГПУ (НПИ) подготовил когорту высококвалифицированных кадров индустрии и науки, среди которых было 19 лауреатов Ленинской премии, 64 лауреата Государственной премии, 35 заслуженных деятелей науки и техники, 28 Героев Социалистического Труда и один дважды Герой Социалистического Труда — Смирнов, Леонид Васильевич.
В 2018 году в институте снимались сцены многосерийного телевизионного фильма «Небо измеряется Милями», посвящённого М. Л. Милю конструктору вертолётов серии Ми.
В годы Великой Отечественной войны некоторые из них воевали и погибли на фронтах. В их честь возле левого входа на территорию института воздвигнут памятник. Возле правого входа находится бюст Галины Петровой — Героя Советского Союза.
Герои Советского Союза и России:
- Вовченко, Николай Дмитриевич;
- Клименко, Иван Иванович;
- Кобин, Александр Иванович;
- Лобов, Георгий Агеевич;
- Петрова, Галина Константиновна;
- Симонов, Михаил Петрович;
- Смоляных, Василий Иванович;
- Шелаев, Антон Стефанович;
- Чуб, Николай Александрович.

### Портретная галерея
Галерея портретов профессоров ВУЗа работы художника Ивана Крылова расположилась на втором этаже Главного корпуса, на внешней стене актового зала.